# Pholiote écailleuse
Pholiota squarrosa
Espèce
Pholiota squarrosa, de son nom vernaculaire la Pholiote écailleuse, est un champignon basidiomycète de la famille des Strophariaceae. Elle possède un chapeau hémisphérique, ensuite étalé (4 à 12 cm de diamètre), sec et charnu de couleur jaune clair à ocre clair avec des reflets verdâtres, une marge enroulée, est parsemé d’écailles rousses. Les lames adnées à légèrement décurrentes, étroites et serrées  sont de couleur jaunâtre avec des reflets verts puis brunissent en vieillissant. Le pied élancé, coriace et fibreux, de 8 à 15 cm de haut, a un diamètre de 1 à 1,5 cm,  est jaunâtre et plus tard passe aussi à des tons rouille. Il est muni d’un anneau dans sa partie supérieure qui est lisse et couvert d’écailles sous celui-ci. Sa chair jaunâtre un peu fauve dans le pied, exhale une odeur peu agréable de bois pourri et a une saveur amère qui rappelle la rave. Elle pousse de la fin de l'été à la fin de l’automne au pied des feuillus et même de certains conifères.

## Comestibilité
Il s’agit d’un champignon non comestible pouvant provoquer des troubles digestifs sérieux.

## Confusions possibles
On peut confondre la pholiote écailleuse avec la pholiote dorée (Pholiota aurea).

## Galerie

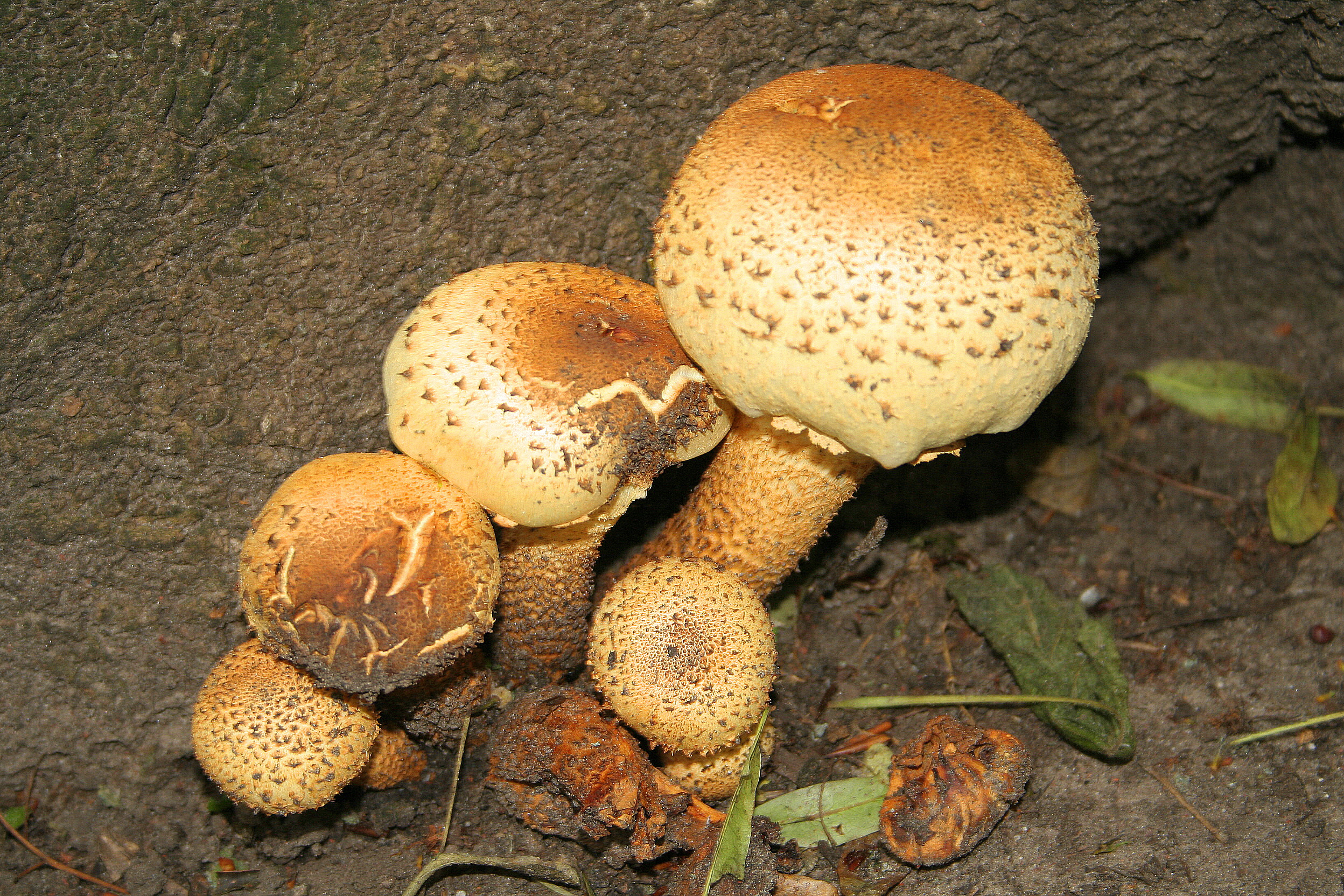
Pholiote écailleuse jeune
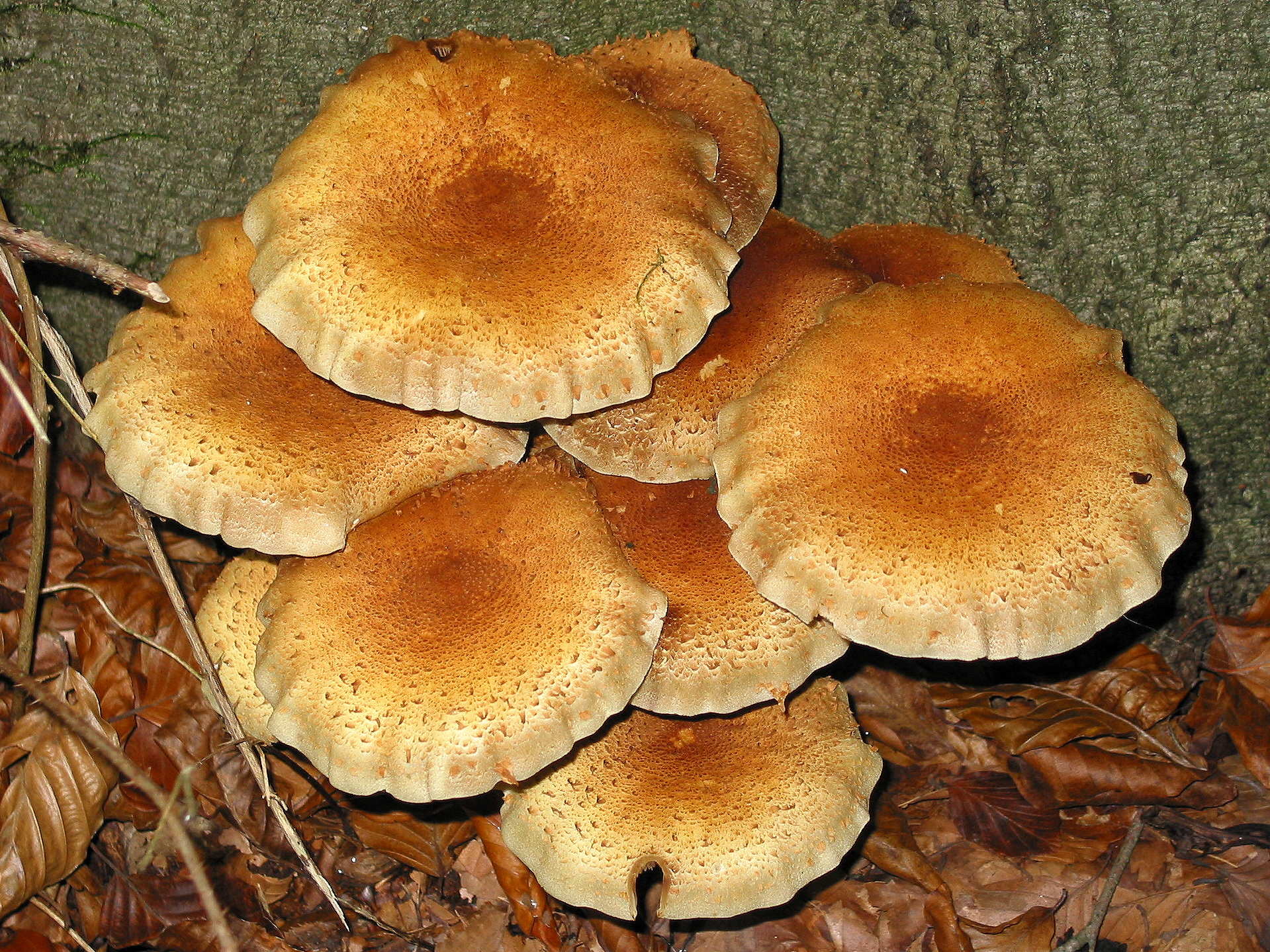
Pholiote écailleuse en pleine maturité
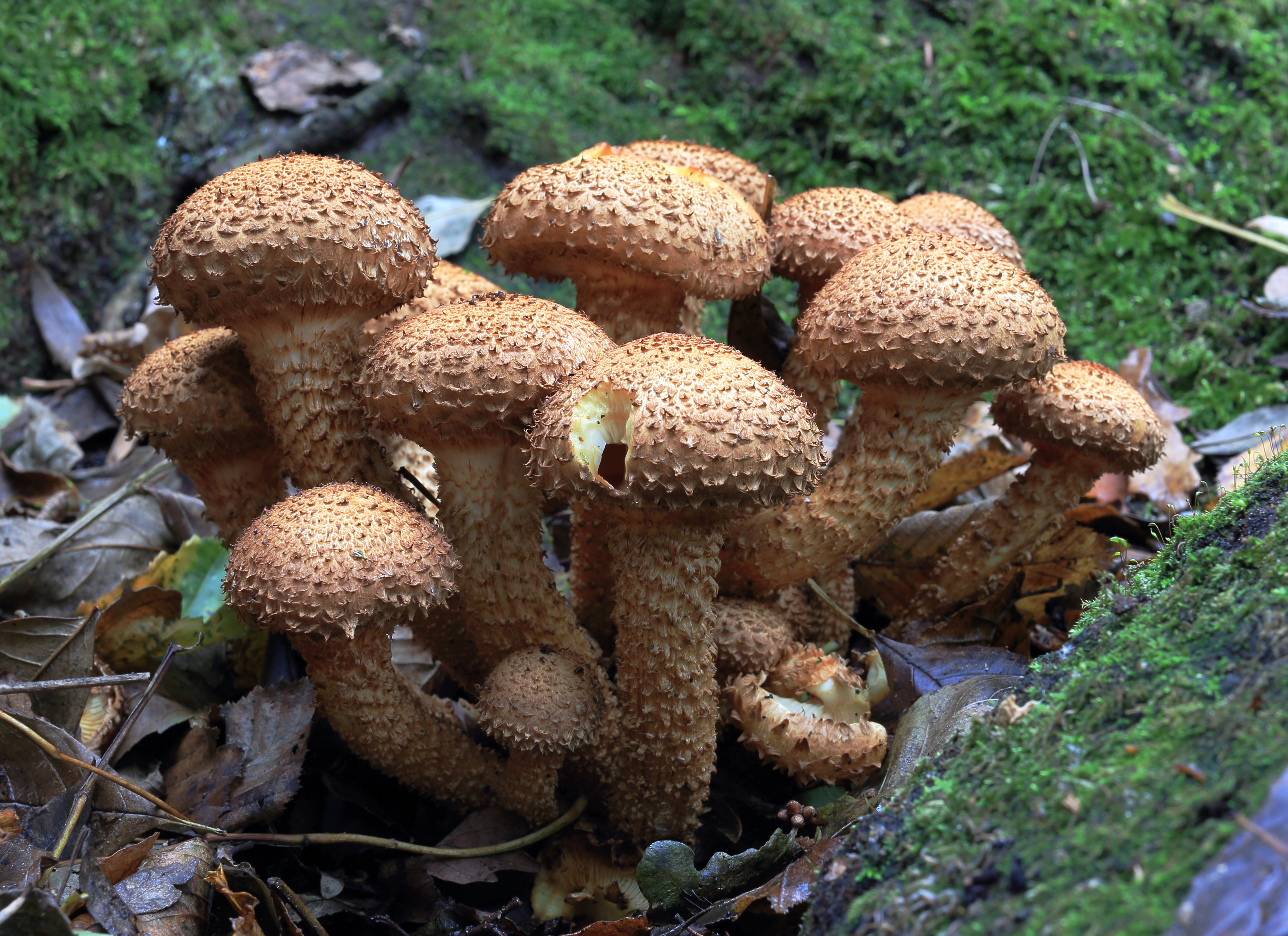
Pholiote écailleuse, à Londres. Novembre 2014.